# Ludovico Clodio
Ludovico Clodio (né à Caldarola en 1442 et mort dans la même ville en juillet 1514) était architecte militaire et prélat catholique romain qui a été évêque de Nocera Umbra de 1508 à 1514.

## Biographie
Le 28 juillet 1508, Ludovico Clodio est nommé évêque de Nocera Umbra par le pape Jules II, jusqu'à sa mort advenue en juillet 1514.

## Œuvre
- Rocca del Borgia, Camerino
- Rocca Galliera, Bologne.